# Pe Ell
Pe Ell és una població dels Estats Units a l'estat de Washington. Segons el cens del 2000 tenia 657 habitants.

## Demografia
Segons el cens del 2000, Pe Ell tenia 657 habitants, 248 habitatges, i 174 famílies. La densitat de població era de 422,8 habitants per km².
Dels 248 habitatges en un 33,9% hi vivien nens de menys de 18 anys, en un 54,8% hi vivien parelles casades, en un 8,9% dones solteres, i en un 29,8% no eren unitats familiars. En el 23,8% dels habitatges hi vivien persones soles el 12,1% de les quals corresponia a persones de 65 anys o més que vivien soles. El nombre mitjà de persones vivint en cada habitatge era de 2,65 i el nombre mitjà de persones que vivien en cada família era de 3,17.
Per edats la població es repartia de la següent manera: un 30,6% tenia menys de 18 anys, un 7,3% entre 18 i 24, un 25,9% entre 25 i 44, un 22,2% de 45 a 60 i un 14% 65 anys o més.
L'edat mediana era de 34 anys. Per cada 100 dones de 18 o més anys hi havia 103,6 homes.
La renda mediana per habitatge era de 27.321 $ i la renda mediana per família de 30.625 $. Els homes tenien una renda mediana de 36.875 $ mentre que les dones 18.125 $. La renda per capita de la població era de 12.481 $. Aproximadament el 20% de les famílies i el 22,4% de la població estaven per davall del llindar de pobresa.

## Poblacions més properes
El següent diagrama mostra les poblacions més properes.